# Incidente judicial
Un incidente es, en Derecho, un juicio menor dentro de uno principal. También puede definirse como una cuestión accesoria a un procedimiento judicial. Es un litigio accesorio con ocasión de un juicio, que normalmente versa sobre circunstancias de orden procesal.
El juez o tribunal de la causa, para poder entrar a resolver el procedimiento principal, debe ir decidiendo primero todos los incidentes que puedan surgir y que pueden ser muy variados.

## Características
- Se promueven, tramitan y fallan en el mismo tribunal que conoce la causa principal (principio de extensión).
- La ley establece una tramitación propia que puede ser general o especial según el tipo de incidente.
- Se pueden suscitar en cualquier tipo de proceso. Si se desea.
- Se resuelven mediante una sentencia interlocutoria, siempre que establezca derechos permanentes en favor de las partes o sirva de base para el dictado de una sentencia definitiva o interlocutoria. Si no tiene este carácter será un simple auto.
- Como todas las decisiones del juez, es posible recurrir en apelación e incluso en ocasiones en casación, formándose piezas separadas del procedimiento.[2]

## Requisitos
- Debe existir un proceso principal.
- Debe suscitarse una cuestión accesoria vinculada a la principal.
- Que la cuestión accesoria no sea de mero trámite.
- Se requiere pronunciamiento especial del tribunal.

## Resolución
Los incidentes pueden resolverse de dos formas:
- De plano: El tribunal resolverá sin audiencia de la contraparte, y se procederá así cada vez que el incidente no tenga conexión con la pretensión de las partes, o cuando es inoportuno o extemporáneo.

- Previa audiencia de las partes: En todos los demás casos, es decir, en toda ocasión que el tribunal estime pertinente que deba pronunciarse sobre una situación accesoria.

La doctrina señala que sólo habrá incidente cuando existe audiencia de las partes, en los demás casos será sólo un trámite procesal.

## Ejemplos
- Nulidad
- Recusación del juez
- Impugnación de pruebas
- Tacha de testigo
- Solicitud de aplazamiento de la prueba
- Abandono de procedimiento
- Ejecutorización de sentencia
- Suspensión
- Sentencia interlocutoria
- Nulidad de actuaciones
- Preclusión